# Wolfgang Rübsam
Wolfgang Friedrich Rübsam (* 16. října 1946) je německý varhaník, který žije v USA.
Studoval ve Frankfurtu nad Mohanem u Helmuta Walchy. Vzdělával se i u Marie-Claire Alainové ve Francii a u Roberta Andersona na Universitě v Dallasu.
Natočil kompletní varhanní dílo J. S. Bacha, D. Buxtehudeho, F. Mendelssohna, C. Francka, L. Vierna, J. Alaina, F. Liszta, J. Pachelbela, M. Regera a J. Rheinbergera.